# Mały Rann

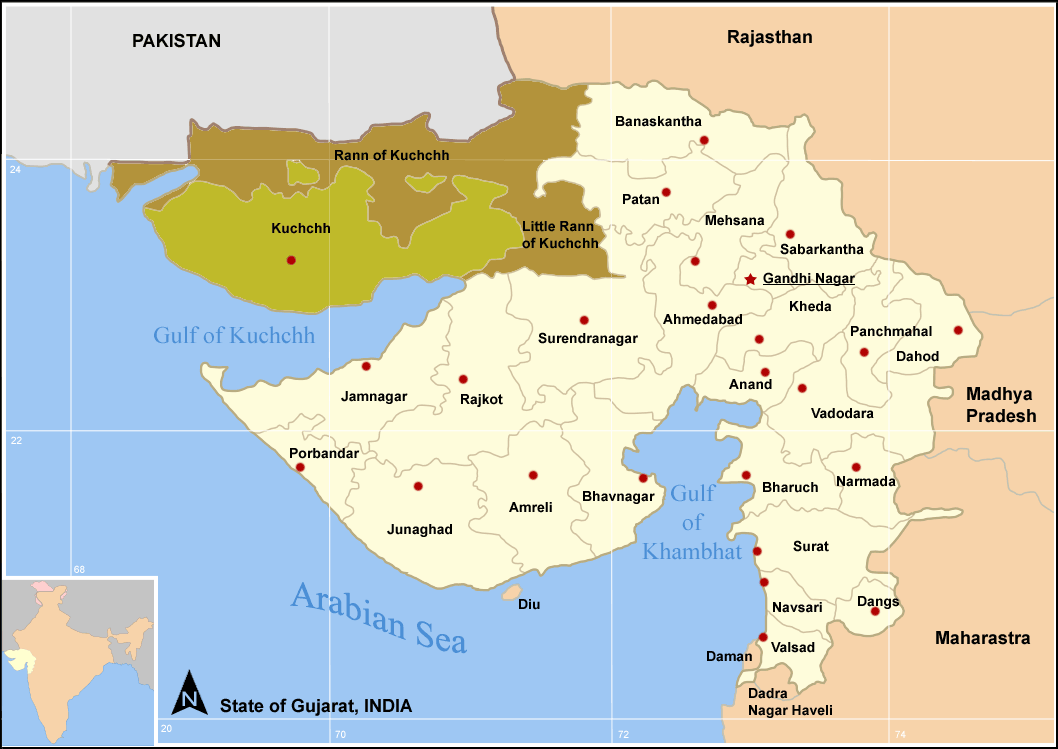
Mały i Wielki Rann na mapie Gudźaratu

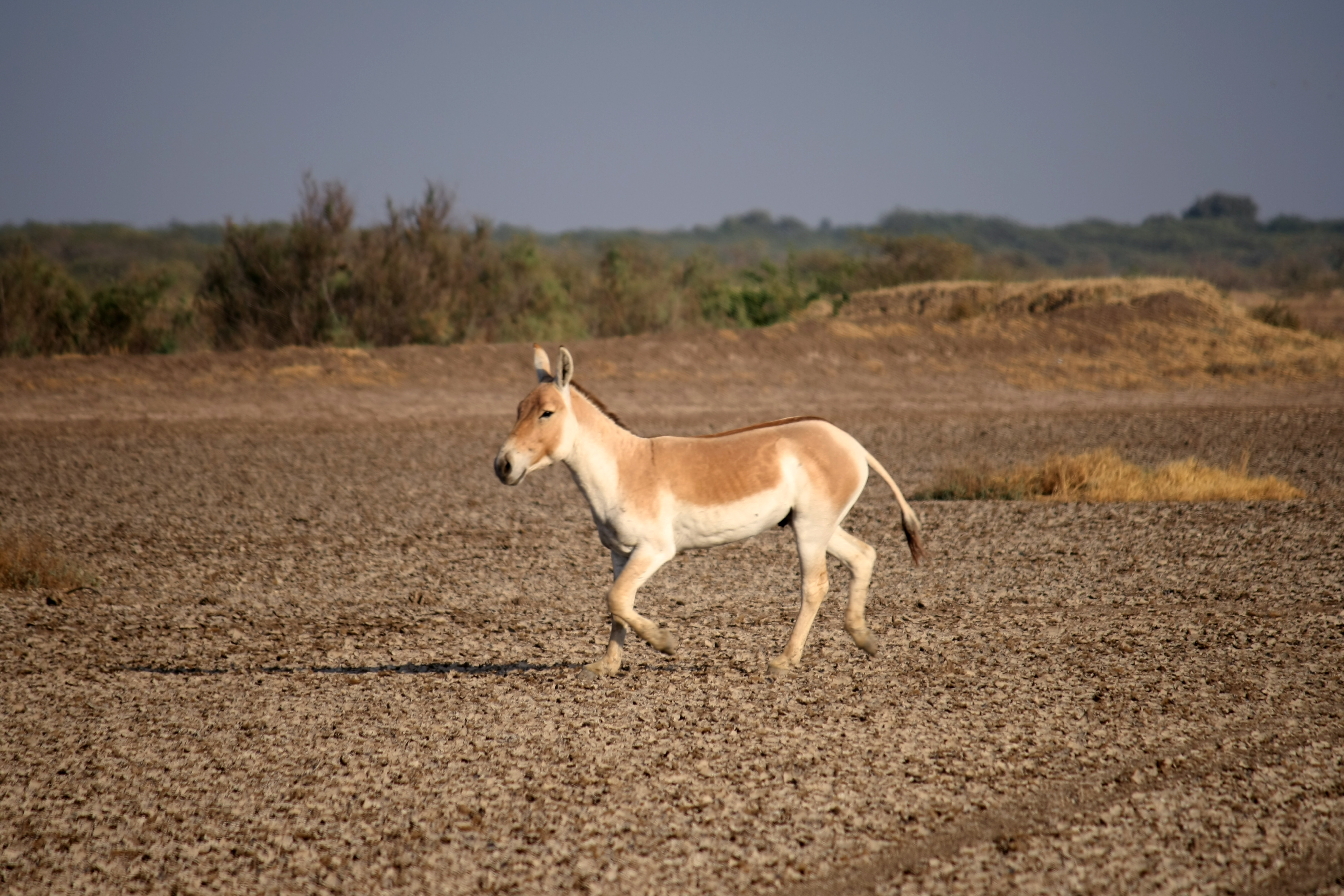
Kułan indyjski

Mały Rann (ang. Little Rann of Kutch) to solnisko położone obok solniska Wielki Rann w okręgu administracyjnym Kaććh w stanie Gudźarat w Indiach. 

## Indyjskie rezerwaty kułana indyjskiego

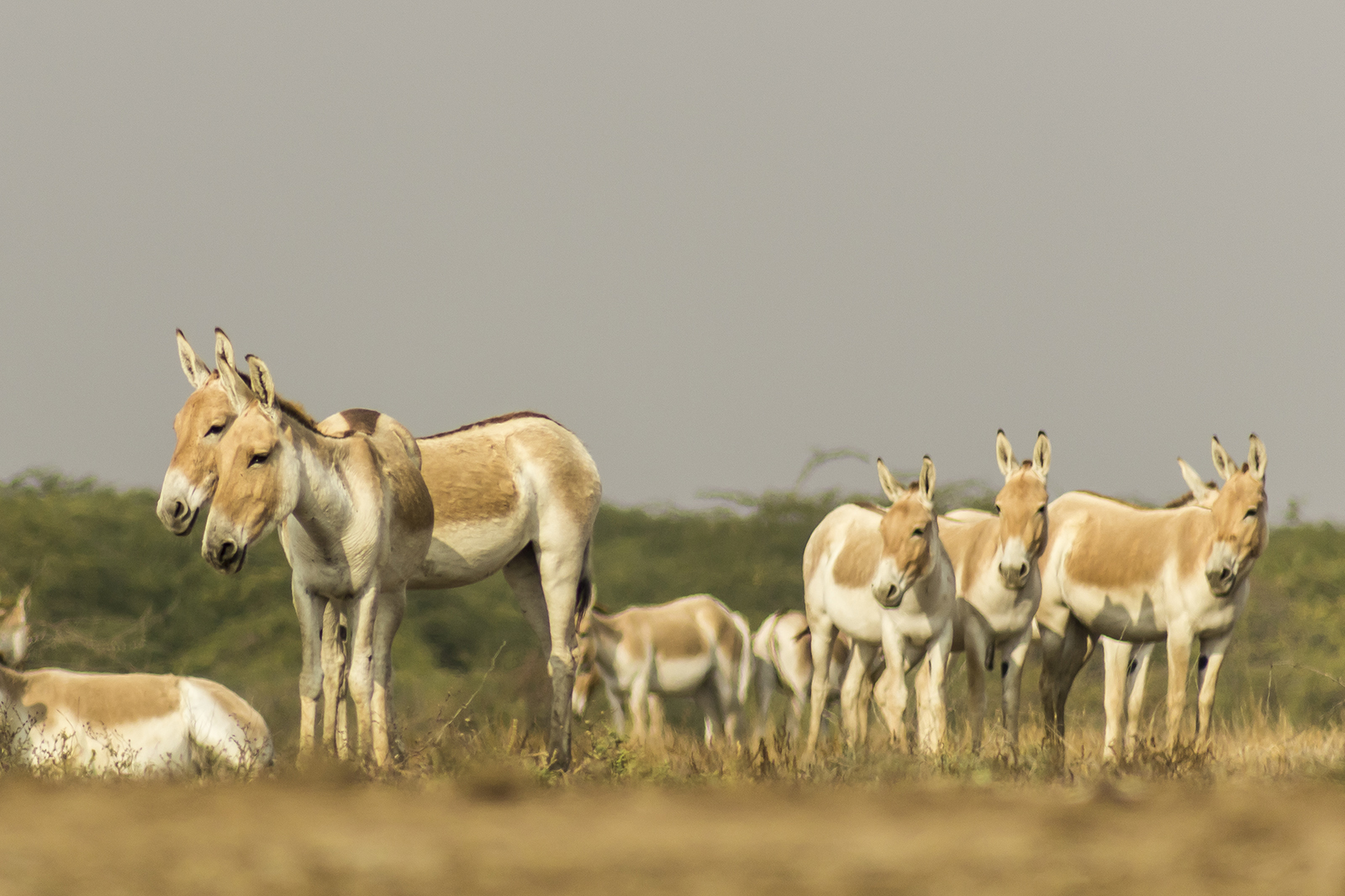
Stado kułanów indyjskich w Małym Rannie

Kraina jest znana w świecie jako ostatnia ostoja kułana indyjskiego (Equus hemionus khur), dla ochrony którego został utworzony rezerwat kułana indyjskiego. Pomimo niegościnnego krajobrazu, charakteryzuje się bogatą różnorodnością biologiczną i jest ważnym ekologicznie obszarem dla dzikiej fauny oraz osiadłych i przelotnych ptaków wodnych, jak żurawie, kaczki, pelikany i flamingi oraz lądowych, takich jak stepówka, francolinus i drop indyjski. Oprócz kułana indyjskiego żyją tu również inne rzadkie ssaki: wilk południowoazjatycki, lis i antylopa nilgau indyjski. 

## Rezerwat biosfery - obiekt z listy światowego dziedzictwa
Został ogłoszony przez indyjskie Ministerstwo Rolnictwa jako rezerwat biosfery obejmujący ekosystemy przybrzeżne i lądowe, uznany w świecie w ramach  programu UNESCO Człowiek i biosfera (Man and Biosphere - MAB). Jego zadaniem jest ochrona biologicznej różnorodności, badaniu, monitorowaniu i opracowywaniu modeli zrównoważonego rozwoju. Projekty te są wysyłane i umieszczane na liście UNESCO.. 

## Gospodarka

### Saliny
Produkcja soli w salinach jest tradycyjną działalnością gospodarczą w tym regionie. Ministerstwo leśnictwa stanu Gudżarat chce zniechęcić do tego typu działalności, uważając ją za zagrożenie dla ekologii regionu, dzikiej przyrody i samego kułana indyjskiego.

### Hodowla krewetek
Tereny te wykorzystywane są również do hodowli krewetek, która jest bardziej dochodowa od produkcji soli. Także ta działalność jest odradzana przez ministerstwo leśnictwa.

## Rezerwaty przyrody w okręgu Kaććh
Ze stolicy okręgu, miasta Bhudź można udać się na zwiedzanie jego bogatych ekologicznie rezerwatów dzikiej przyrody, w tym m.in.: Indian Wild Ass Sanctuary (rezerwat kułana indyjskiego), Kutch Desert Wildlife Sanctuary, Narayan Sarovar Sanctuary, Kutch Bustard Sanctuary, Banni Grasslands Reserve and Chari-Dhand Wetland Conservation Reserve.

## Inne źródła
- The salt of the earth - The Little Rann of Kutch contributes about 60 per cent of the salt manufactured in the country. But Gujarat’s politicians have done little for the Agariya community that produces it.. hindu.com. [zarchiwizowane z tego adresu (2009-04-27)].; by Manas Dasgupta; Apr 23, 2009; The Hindu, Online edition of India's National Newspaper
- Wild asses population rises by 4%. articles.timesofindia.indiatimes.com. [zarchiwizowane z tego adresu (2012-10-25)].; TNN; 11 April 2009; Times of India
- Wild Ass vulnerable to flu. articles.timesofindia.indiatimes.com. [zarchiwizowane z tego adresu (2012-10-25)].; by TNN; 9 April 2009; Times of India
- Wild ass census to kick off from April 5. articles.timesofindia.indiatimes.com. [zarchiwizowane z tego adresu (2012-10-25)].; TNN; 31 March 2009; Times of India
- Bleak future for traditional salt; by Anosh Malekar; February 21, 2009; Courtesy : Infochange News & Features; ComodittyOnline
- Kutch gets biosphere reserve status - The Greater and Little Rann of Kutch have finally got the much-awaited status of biosphere reserve.; Himanshu Kaushik, TNN; 22 Jul 2008; Economic Times; Times of India
- Agariyas’ wait for land rights continues even after intervention by CMO. expressindia.com. [zarchiwizowane z tego adresu (2012-10-02)].; Express news service; Mar 19, 2008; Indian Express Newspaper
- Kutch Branch Canal through sanctuary not to hamper movement of wild ass. expressindia.com. [zarchiwizowane z tego adresu (2012-10-02)].; BASHIR PATHAN; Feb 16, 2008; Indian Express Newspaper
- Kutch’s wild ass habitat may soon get heritage label (2 Page article online); by DP Bhattacharya; Jul 26, 2007; Indian Express Newspaper
- Salt-makers in Gujarat face eviction; by Virendra Pandit; Apr 09, 2007; Business Line, Business Daily from THE HINDU group of publications
- Wild ass robs agarias' livelihood; February 15, 2007; Rediff India Abroad
- Indian Wild Ass Sanctuary. hindu.com. [zarchiwizowane z tego adresu (2012-01-06)].; SANCTUARY SPOTLIGHT; Mar 04, 2006; The Hindu, Online edition of India's National Newspaper. Also posted at
- Japanese duo does donkey work in Rann - ‘‘The female donkeys are left by the maldhari’s on the island of Plaswa village in the Rann of Kutch for about three months during the monsoon. Here, the Wild Ass, a protected species, breed with the female donkeys leading to the birth of hybrid donkeys which are taller than their mothers and wilder than their fathers,’’ says Dr R Kimura who has been a visiting researcher at the Equine Museum of Japan for the past two decades.; by Rupam Jain; November 3, 2003; Indian Express Newspaper. Also see indianexpress.com
- Officials gear up for wild ass census. articles.timesofindia.indiatimes.com. [zarchiwizowane z tego adresu (2012-10-25)].; by TNN;  28 November 2003; Times of India
- Wild ass being robbed of its run of the Little Rann; by ANAND SUNDAS; March 8, 1999; Indian Express Newspaper
- Salt In The Wounds - Gandhi's historic Dandi march has bypassed them. Gujarat's salt workers are caught up in a maze of abysmal living conditions, ignorance and neglect. By SAIRA MENEZES; Mar 02, 1998;Outlook India Magazine